# میلر باربر
میلر باربر (انگلیسی: Miller Barber; ۳۱ مارس ۱۹۳۱ – ۱۱ ژوئن ۲۰۱۳) یک گلف‌باز بود.